# Pusiola rotundula
Pusiola rotundula là một loài bướm đêm thuộc phân họ Arctiinae, họ Erebidae.